# Nicolina (companie)
Nicolina Iași a fost o companie producătoare de utilaje din România.
A fost înființată în anul 1892 sub numele Atelierele CFR Iași, având ca obiect de activitate reparații de locomotive cu abur și vagoane de marfă.
În 1912, unitatea adaugă la obiectul de activitate construirea de material rulant tip boghiuri CF și devine Atelierele CFR Nicolina Iași.
În 1967 se hotărăște reprofilarea pentru fabricarea utilajelor de construcții și lucrări de drumuri, iar unitatea își schimbă numele în Uzina Mecanică Nicolina Iași. În 1991 a fost rebotezată Nicolina S.A.
Număr de angajați în 2005: 3.000

## Privatizarea și restructurarea
Compania a fost privatizată în cea de-a doua jumătate a anului 2002, prin vânzarea de către AVAS a pachetului majoritar de acțiuni consorțiului format din Mecanoexport SA și Asociația Salariaților Nicolina.
După privatizare, în martie 2004, consorțiul a vândut un teren de 4,6 hectare unei persoane fizice din București, la un preț mult subevaluat, de doar 1,68 milioane de dolari, vânzare făcută fără respectarea legii privind anunțul publicitar.
La nici o săptămână de la tranzacție, „norocosul” bucureștean a vândut terenul cumpărat de la Nicolina cu 4,2 milioane de dolari.
Conducerea AVAS a reziliat, pe 24 februarie 2005, contractul de vânzare-cumpărare a societății Nicolina.
Motivul a fost faptul că asocierea Mecanoexport - Asociația Salariaților nu a plătit integral prețul pachetului de acțiuni cumpărat în iulie 2002.
Secția Utilaje Terasiere a fabricii Nicolina a fost cumpărată în aprilie 2007 de compania Real Estate Development, cu un preț de 6,9 milioane de euro, pe cele patru hectare de teren pe care se afla Secția Utilaje Terasiere urmând a fi dezvoltat un proiect imobiliar de amploare.
Raportul comisiei parlamentare care a cercetat privatizarea și falimentul companiei Nicolina SA arată că statul român, prin reprezentanții săi în Consiliul de Administrație (CA) al fabricii, dar și prin persoane din conducerea AVAS, a fost părtaș la falimentarea companiei ieșene.
În joc au fost cele 31,2 hectare de teren aflate în patrimoniul Nicolina, precum și liniile de fabricație care urmau să fie exportate în Polonia.
Începând cu 2004 și până în prezent, deși au existat numeroase semnale, autoritățile locale sau centrale nu au inițiat nicio verificare serioasă, iar autosesizarea unor instituții pentru clarificarea posibilelor nereguli nu s-a realizat.
De asemenea, comisia de anchetă nu a identificat elemente care să arate că au fost valorificate cele 12 note de informații clasificate transmise de către Serviciul Român de Informații.